# Reserva Natural de Hüti
A Reserva Natural de Hüti é uma reserva natural localizada no condado de Hiiu, na Estónia.
A área da reserva natural é de 31 hectares.
A área protegida foi fundada em 2013 para proteger tipos de habitat valiosos e espécies ameaçadas na aldeia de Hüti (antiga freguesia de Kõrgessaare).